# Liste der ägyptischen Botschafter in den Vereinigten Staaten

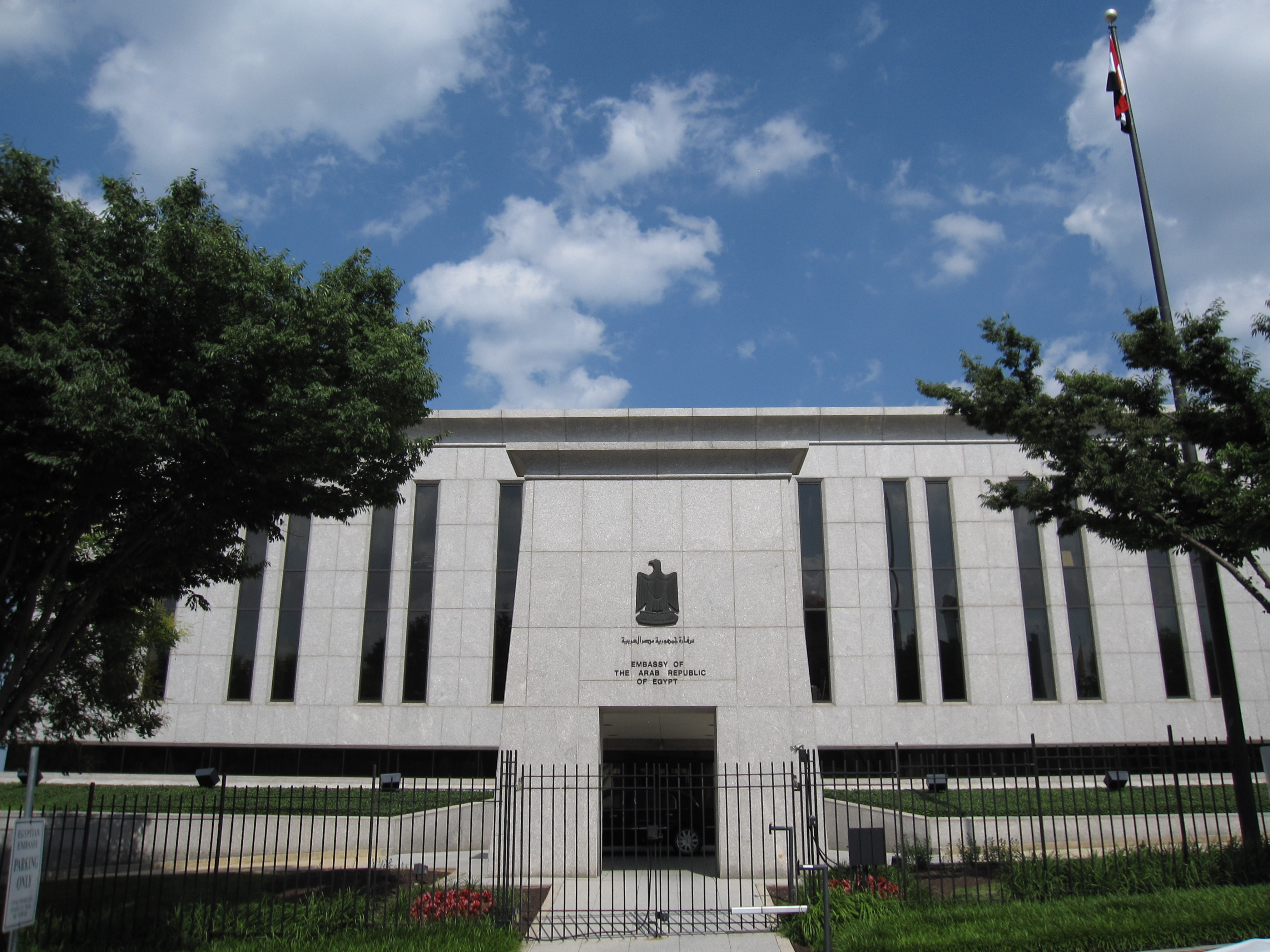
Die ägyptische Botschaft befindet sich in der 3521 International Ct. NW, Washington, D.C.

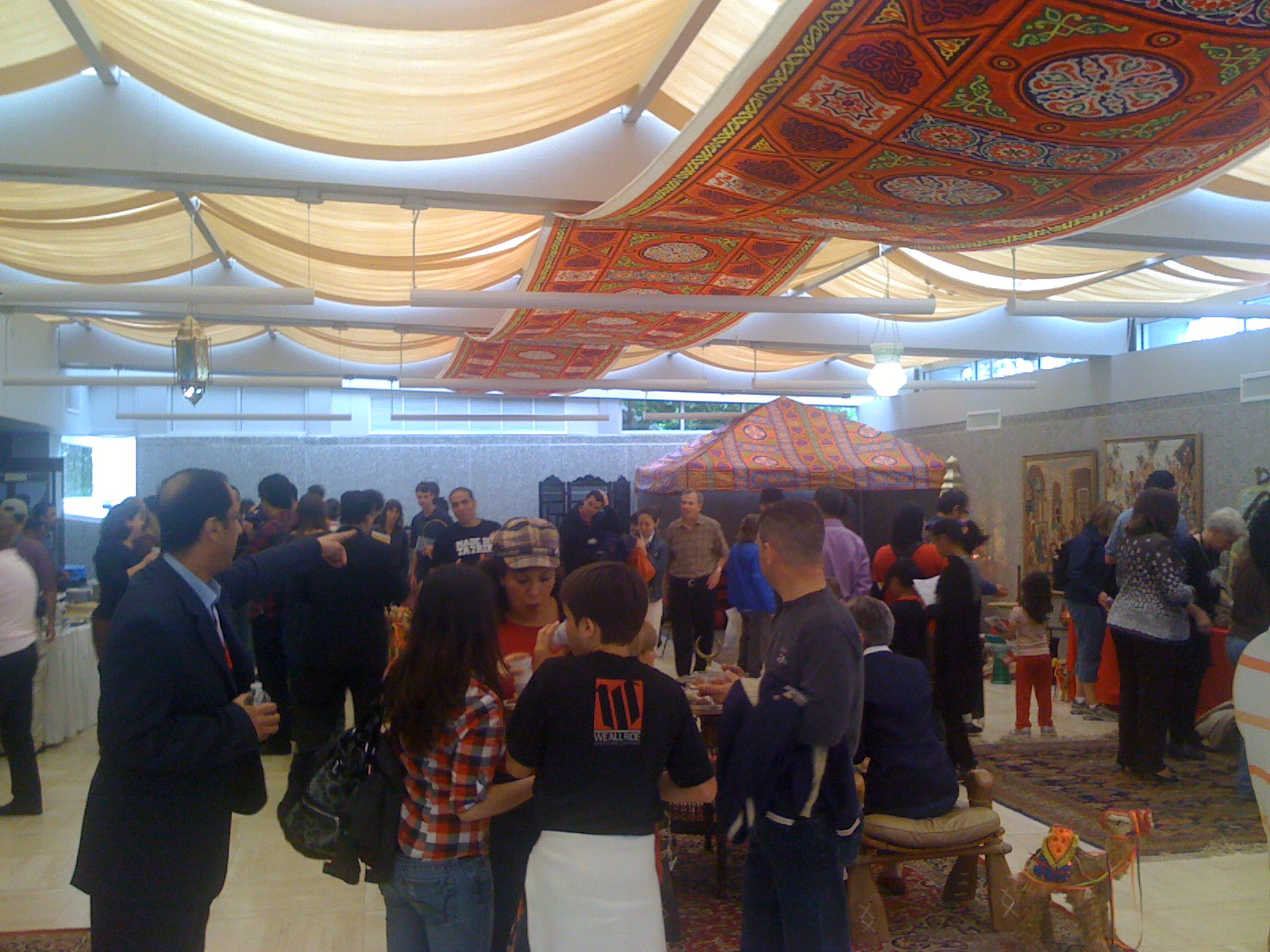
Ägyptische Botschaft, Empfang am 14. Mai 2011

Dies ist die Liste der ägyptischen Botschafter in den Vereinigten Staaten.

## Botschafter
| Ernannt       | Akkreditiert  | Name                           | Bemerkungen | ernannt von            | akkreditiert bei      | Posten verlassen |
| ------------- | ------------- | ------------------------------ | --- | ---------------------- | --------------------- | ---------------- |
| 22. Jan. 1924 |               | Seifullah Ismail Yusri         | außerordentlicher Gesandter und Ministre plénipotentiaire eröffnete die Gesandtschaft | Fu'ād I.               | Calvin Coolidge       |                  |
| 17. Apr. 1925 |               | Ismail Kamel Bey               | Geschäftsträger 1931: Gesandter in Athen | Fu'ād I.               | Calvin Coolidge       |                  |
| 16. Juli 1925 |               | Mahmoud Samy Pascha            | außerordentlicher Gesandter und Ministre plénipotentiaire 1914: The victorious Assembly then compelled the Khedive to nominate a new cabinet with Mahmoud Samy Pasha as Grand Vizier and Arabi Bey as Minister of War and Marine. | Fu'ād I.               | Calvin Coolidge       |                  |
| 30. Nov. 1929 |               | Ahmed Mamdouh Moursi           | Geschäftsträger C.B.E. | Fu'ād I.               | Herbert C. Hoover     |                  |
| 19. März 1930 |               | Aly Ismail Bey                 | Geschäftsträger | Fu'ād I.               | Herbert C. Hoover     |                  |
| 14. Aug. 1931 |               | Sesostris Sidarouss Pascha     | außerordentlicher Gesandter und Ministre plénipotentiaire | Fu'ād I.               | Herbert C. Hoover     |                  |
| 8. Feb. 1933  |               | Nicolas Khalil Bey             | Geschäftsträger | Fu'ād I.               | Franklin D. Roosevelt |                  |
| 2. Okt. 1934  |               | Ibrahim Ratib Bey              | außerordentlicher Gesandter und Ministre plénipotentiaire, (* März 1887 in Kairo) 1924–1925: Stellvertretender Gouverneur von Kairo, 1925–1928 MLA (Cairo-Abdin), 25. Oktober 1928–1930: Botschafter in Ankara, 1932–1934: Senator älterer Sohn von Zulaikha Khanum und Sahib us-Sa’ada, Muhammad Ratib Pascha, aus Tusya, gehörte zu den wohlhabendsten Familien türkischer Herkunft. | Fu'ād I.               | Franklin D. Roosevelt |                  |
| 1. Feb. 1935  |               | Nicolas Khalil Bey             | Geschäftsträger | Fu'ād I.               | Franklin D. Roosevelt |                  |
| 29. Okt. 1935 |               | Mohamed Youssef Bey            | außerordentlicher Gesandter und Ministre plénipotentiaire | Fu'ād I.               | Franklin D. Roosevelt |                  |
| 7. Feb. 1938  |               | Hussein Mahmoud Rady           | Geschäftsträger 1951: Envoy Extraordinary and Minister Plenipotentiary resident in Stockholm | Faruq                  | Franklin D. Roosevelt |                  |
| 30. Sep. 1938 | 11. Okt. 1938 | Mahmud Hasan Pascha            | außerordentlicher Gesandter und Ministre plénipotentiaire ab 10. Oktober 1946 Botschafter | Faruq                  | Franklin D. Roosevelt |                  |
| 9. Feb. 1948  |               | Anis Azer                      | Geschäftsträger | Faruq                  | Harry S. Truman       |                  |
| 10. Sep. 1948 | 14. Sep. 1948 | Mohamed Kamel Abdul Rahim      | | Faruq                  | Harry S. Truman       |                  |
| 19. Apr. 1953 |               | Abdel Shafi El Labban          | Geschäftsträger | Muhammad Nagib         | Dwight D. Eisenhower  |                  |
| 29. Apr. 1953 | 4. Mai 1953   | Ahmed Hussein                  | [ 3 ] | Muhammad Nagib         | Dwight D. Eisenhower  |                  |
| 30. Juli 1958 |               | Mostafa Kamel                  | ab 11. August 1958: Botschafter der Vereinigten Arabischen Republik | Gamal Abdel Nasser     | Dwight D. Eisenhower  |                  |
| 8. Apr. 1967  |               | Ahmed Hassan El-Fikki          | erhielt Agrément, aber die Beziehungen wurden vor seinem Eintreffen in Washington, D.C. durch den Sechstagekrieg suspendiert. | Gamal Abdel Nasser     | Lyndon B. Johnson     |                  |
| 6. Juni 1967  |               | Sechstagekrieg                 | Schutzmacht Indien | Gamal Abdel Nasser     | Lyndon B. Johnson     |                  |
| 28. März 1974 | 19. Apr. 1974 | Aschraf ʿAbd al-Latif Ghorbal  | | Anwar as-Sadat         | Gerald Ford           |                  |
| 30. Nov. 1984 | 10. Dez. 1984 | El Sayed Abdel Raouf El Reedy  | | Muhammad Husni Mubarak | Ronald Reagan         |                  |
| 9. Juli 1992  | 8. Sep. 1992  | Ahmed Maher                    | | Muhammad Husni Mubarak | George H. W. Bush     |                  |
| 15. Okt. 1999 | 29. Nov. 1999 | Mohamed Nabil Ismail Fahmy     | [ 4 ] | Muhammad Husni Mubarak | Bill Clinton          |                  |
| 24. Sep. 2008 | 3. Dez. 2008  | Sameh Schukri                  | | Muhammad Husni Mubarak | George W. Bush        |                  |
| 7. Sep. 2012  | 19. Sep. 2012 | Mohamed Mostafa Mohamed Tawfik | (* 5. Juni 1956) | Hescham Kandil         | Barack Obama          |                  |